# Copa del Rey de fútbol 1998-99
La Copa del Rey de Fútbol 1998-99 es la edición número 95 de dicha competición española. Se disputó con la participación de equipos de las divisiones Primera, Segunda, Segunda B y Tercera, excepto los equipos filiales de otros clubes aunque jugaran en dichas categorías.
El campeón fue el Valencia, por 6.ª vez en su historia, al vencer en la final disputada en La Cartuja al Atlético de Madrid por 3 goles a 0. Era el primer título que el equipo valencianista conseguía desde la Supercopa de Europa de 1980.
En la competición se enfrentó a rivales como el Levante UD, el F. C. Barcelona y el Real Madrid. En el enfrentamiento de cuartos, eliminó al Barcelona tras dos igualados encuentros, donde Mendieta marcó un gol espectacular en el enfrentamiento del Camp Nou. En semifinales, el Valencia venció en Mestalla al Real Madrid por 6-0 . Aquel resultado es la mayor victoria del Valencia CF ante el Real Madrid, así como la derrota más abultada sufrida por el club madrileño en toda la historia de la competición. La afición valencianista dedicó a sus rivales el cántico "Vosotros sois San Marino", a ritmo de Guantanamera, en referencia a una derrota sufrida por la pequeña selección ante España en un encuentro disputado pocos días antes en el Madrigal.
La final se disputó el 26 de junio en el Estadio de la Cartuja, con dos tantos de Claudio Javier López y otro gol espectacular de Gaizka Mendieta.

## Primera ronda

### Cuadro
| Equipo 1                         | Agr. | Equipo 2                   | Ida | Vuelta |
| -------------------------------- | ---- | -------------------------- | --- | ------ |
| Universidad de Las Palmas C. F.  | 2-3  | S. D. Compostela           | 1-1 | 1-2    |
| C. D. Lealtad de Villaviciosa    | 2-4  | R. Sporting de Gijón       | 2-1 | 0-3    |
| C. D. Lalín                      | 1-4  | U. D. Las Palmas           | 1-0 | 0-4    |
| Cultural D. Leonesa              | 3-3  | C. D. Numancia de Soria    | 2-2 | 1-1    |
| S. D. Noja                       | 0-4  | C. Atlético Osasuna        | 0-1 | 0-3    |
| S. D. Beasáin                    | 1-1  | S. D. Eibar                | 0-0 | 1-1    |
| C. D. Calahorra                  | 1-3  | C. D. Ourense              | 1-1 | 0-2    |
| Jerez C. F.                      | 4-3  | Rayo Vallecano de Madrid   | 2-2 | 2-1    |
| U. D. San Sebastián de los Reyes | 2-2  | C. P. Mérida               | 1-0 | 1-2    |
| C. D. Móstoles                   | 1-4  | C. D. Badajoz              | 1-2 | 0-2    |
| U. B. Conquense                  | 0-4  | Albacete Balompié          | 0-3 | 0-1    |
| Talavera C. F.                   | 3-1  | C. D. Toledo               | 1-1 | 2-0    |
| Real Jaén C. F.                  | 1-3  | Sevilla F. C.              | 1-1 | 0-2    |
| Algeciras C. F.                  | 1-3  | R. C. Recreativo de Huelva | 1-0 | 0-3    |
| Xerez C. D.                      | 2-3  | Málaga C. F.               | 2-1 | 0-2    |
| Cádiz C. F.                      | 4-3  | Granada C. F.              | 2-2 | 2-1    |
| Elche C. F.                      | 2-1  | Hércules C. F.             | 1-0 | 1-1    |
| U. E. Lleida                     | 4-1  | Águilas C. F.              | 3-0 | 1-1    |
| Terrassa F. C.                   | 2-4  | Levante U. D.              | 1-1 | 1-3    |
| Palamós C. F.                    | 2-4  | Benidorm C. D.             | 1-1 | 1-3    |

### Partidos
| Ida; 2 de septiembre de 1998 | Universidad de Las Palmas C. F. | 1-1 | S. D. Compostela |  |  |

| Vuelta; 9 de septiembre de 1998 | S. D. Compostela | 2-1 (Global 3-2) | Universidad de Las Palmas C. F. |  |  |

| Ida; 2 de septiembre de 1998 | C. D. Lealtad de Villaviciosa | 2-1 | R. Sporting de Gijón |  |  |

| Vuelta; 9 de septiembre de 1998 | R. Sporting de Gijón | 3-0 (Global 4-2) | C. D. Lealtad de Villaviciosa |  |  |

| Ida; 2 de septiembre de 1998 | C. D. Lalín | 1-0 | U. D. Las Palmas |  |  |

| Vuelta; 9 de septiembre de 1998 | U. D. Las Palmas | 4-0 (Global 4-1) | C. D. Lalín |  |  |

| Ida; 1 de septiembre de 1998 | Cultural D. Leonesa | 2-2 | C. D. Numancia de Soria |  |  |

| Vuelta; 9 de septiembre de 1998 | C. D. Numancia de Soria | 1-1 (Global 3-3) | Cultural D. Leonesa |  |  |

| Ida; 2 de septiembre de 1998 | S. D. Noja | 0-1 | C. Atlético Osasuna |  |  |

| Vuelta; 9 de septiembre de 1998 | C. Atlético Osasuna | 3-0 (Global 4-0) | S. D. Noja |  |  |

| Ida; 2 de septiembre de 1998 | S. D. Beasáin | 0-0 | S. D. Eibar |  |  |

| Vuelta; 9 de septiembre de 1998 | S. D. Eibar | 1-1 (Global 1-1) | S. D. Beasáin |  |  |

| Ida; 2 de septiembre de 1998 | C. D. Calahorra | 1-1 | C. D. Ourense |  |  |

| Vuelta; 9 de septiembre de 1998 | C. D. Ourense | 2-0 (Global 3-1) | C. D. Calahorra |  |  |

| Ida; 2 de septiembre de 1998 | Jerez C. F. | 2-2 | Rayo Vallecano de Madrid |  |  |

| Vuelta; 8 de septiembre de 1998 | Rayo Vallecano de Madrid | 1-2 (Global 3-4) | Jerez C. F. |  |  |

| Ida; 2 de septiembre de 1998 | U. D. San Sebastián de los Reyes | 1-0 | C. P. Mérida |  |  |

| Vuelta; 9 de septiembre de 1998 | C. P. Mérida | 2-1 (Global 2-2) | U. D. San Sebastián de los Reyes |  |  |

| Ida; 2 de septiembre de 1998 | C. D. Móstoles | 1-2 | C. D. Badajoz |  |  |

| Vuelta; 9 de septiembre de 1998 | C. D. Badajoz | 2-0 (Global 4-1) | C. D. Móstoles |  |  |

| Ida; 2 de septiembre de 1998 | U. B. Conquense | 0-3 | Albacete Balompié |  |  |

| Vuelta; 9 de septiembre de 1998 | Albacete Balompié | 1-0 (Global 4-0) | U. B. Conquense |  |  |

| Ida; 2 de septiembre de 1998 | Talavera C. F. | 1-1 | C. D. Toledo |  |  |

| Vuelta; 9 de septiembre de 1998 | C. D. Toledo | 0-2 (Global 1-3) | Talavera C. F. |  |  |

| Ida; 2 de septiembre de 1998 | Real Jaén C. F. | 1-1 | Sevilla F. C. |  |  |

| Vuelta; 9 de septiembre de 1998 | Sevilla F. C. | 2-0 (Global 3-1) | Real Jaén C. F. |  |  |

| Ida; 2 de septiembre de 1998 | Algeciras C. F. | 1-0 | R. C. Recreativo de Huelva |  |  |

| Vuelta; 9 de septiembre de 1998 | R. C. Recreativo de Huelva | 3-0 (Global 3-1) | Algeciras C. F. |  |  |

| Ida; 2 de septiembre de 1998 | Xerez C. D. | 2-1 | Málaga C. F. |  |  |

| Vuelta; 9 de septiembre de 1998 | Málaga C. F. | 2-0 (Global 3-2) | Xerez C. D. |  |  |

| Ida; 2 de septiembre de 1998 | Cádiz C. F. | 2-2 | Granada C. F. |  |  |

| Vuelta; 9 de septiembre de 1998 | Granada C. F. | 1-2 (Global 3-4) | Cádiz C. F. |  |  |

| Ida; 2 de septiembre de 1998 | Elche C. F. | 1-0 | Hércules C. F. |  |  |

| Vuelta; 9 de septiembre de 1998 | Hércules C. F. | 1-1 (Global 1-2) | Elche C. F. |  |  |

| Ida; 1 de septiembre de 1998 | U. E. Lleida | 3-0 | Águilas C. F. |  |  |

| Vuelta; 9 de septiembre de 1998 | Águilas C. F. | 1-1 (Global 1-4) | U. E. Lleida |  |  |

| Ida; 2 de septiembre de 1998 | Terrassa F. C. | 1-1 | Levante U. D. |  |  |

| Vuelta; 8 de septiembre de 1998 | Levante U. D. | 3-1 (Global 4-2) | Terrassa F. C. |  |  |

| Ida; 3 de septiembre de 1998 | Palamós C. F. | 1-1 | Benidorm C. D. |  |  |

| Vuelta; 9 de septiembre de 1998 | Benidorm C. D. | 3-1 (Global 4-2) | Palamós C. F. |  |  |

## Segunda ronda

### Cuadro
| Equipo 1                         | Agr.       | Equipo 2                   | Ida | Vuelta |
| -------------------------------- | ---------- | -------------------------- | --- | ------ |
| C. D. Ourense                    | 0-0 (pen.) | R. Sporting de Gijón       | 0-0 | 0-0    |
| U. D. Las Palmas                 | 2-1        | S. D. Compostela           | 2-0 | 0-1    |
| C. D. Tropezón                   | 0-4        | U. E. Lleida               | 0-0 | 0-4    |
| Barakaldo C. F.                  | 2-5        | C. D. Numancia de Soria    | 0-2 | 2-3    |
| S. D. Beasáin                    | 3-1        | C. D. Logroñés             | 3-1 | 0-0    |
| C. D. Binéfar                    | 0-2        | C. Atlético Osasuna        | 0-0 | 0-2    |
| U. D. San Sebastián de los Reyes | 4-3        | Albacete Balompié          | 2-1 | 2-2    |
| Talavera C. F.                   | 1-1        | C. D. Leganés              | 0-0 | 1-1    |
| Elche C. F.                      | 2-3        | Benidorm C. D.             | 1-1 | 1-2    |
| Cartagonova F. C.                | 1-6        | Levante U. D.              | 0-2 | 1-4    |
| Cádiz C. F.                      | 1-6        | Málaga C. F.               | 1-3 | 0-3    |
| Jerez C. F.                      | 3-1        | R. C. Recreativo de Huelva | 2-1 | 1-0    |
| A. D. Ceuta                      | 1-3        | C. D. Badajoz              | 0-1 | 1-2    |
| C. P. Cacereño                   | 2-6        | Sevilla F. C.              | 0-4 | 2-2    |

### Partidos
| Ida; 24 de septiembre de 1998 | C. D. Ourense | 0-0 | R. Sporting de Gijón |  |  |

| Vuelta; 7 de octubre de 1998 | R. Sporting de Gijón | 0-0 (t. s.)(4:3 p.)(Global 0-0) | C. D. Ourense |  |  |

| Ida; 24 de septiembre de 1998 | U. D. Las Palmas | 2-0 | S. D. Compostela |  |  |

| Vuelta; 7 de octubre de 1998 | S. D. Compostela | 1-0 (Global 1-2) | U. D. Las Palmas |  |  |

| Ida; 24 de septiembre de 1998 | C. D. Tropezón | 0-0 | U. E. Lleida |  |  |

| Vuelta; 7 de octubre de 1998 | U. E. Lleida | 4-0 (Global 4-0) | C. D. Tropezón |  |  |

| Ida; 24 de septiembre de 1998 | Barakaldo C. F. | 0-2 | C. D. Numancia de Soria |  |  |

| Vuelta; 7 de octubre de 1998 | C. D. Numancia de Soria | 3-2 (Global 5-2) | Barakaldo C. F. |  |  |

| Ida; 24 de septiembre de 1998 | S. D. Beasáin | 3-1 | C. D. Logroñés |  |  |

| Vuelta; 7 de octubre de 1998 | C. D. Logroñés | 0-0 (Global 1-3) | S. D. Beasáin |  |  |

| Ida; 24 de septiembre de 1998 | C. D. Binéfar | 0-0 | C. Atlético Osasuna |  |  |

| Vuelta; 7 de octubre de 1998 | C. Atlético Osasuna | 2-0 (Global 2-0) | C. D. Binéfar |  |  |

| Ida; 24 de septiembre de 1998 | U. D. San Sebastián de los Reyes | 2-1 | Albacete Balompié |  |  |

| Vuelta; 7 de octubre de 1998 | Albacete Balompié | 2-2 (Global 3-4) | U. D. San Sebastián de los Reyes |  |  |

| Ida; 24 de septiembre de 1998 | Talavera C. F. | 0-0 | C. D. Leganés |  |  |

| Vuelta; 7 de octubre de 1998 | C. D. Leganés | 1-1 (Global 1-1) | Talavera C. F. |  |  |

| Ida; 23 de septiembre de 1998 | Elche C. F. | 1-1 | Benidorm C. D. |  |  |

| Vuelta; 7 de octubre de 1998 | Benidorm C. D. | 2-1 (Global 3-2) | Elche C. F. |  |  |

| Ida; 24 de septiembre de 1998 | Cartagonova F. C. | 0-2 | Levante U. D. |  |  |

| Vuelta; 6 de octubre de 1998 | Levante U. D. | 4-1 (Global 6-1) | Cartagonova F. C. |  |  |

| Ida; 24 de septiembre de 1998 | Cádiz C. F. | 1-3 | Málaga C. F. |  |  |

| Vuelta; 7 de octubre de 1998 | Málaga C. F. | 3-0 (Global 6-1) | Cádiz C. F. |  |  |

| Ida; 24 de septiembre de 1998 | Jerez C. F. | 2-1 | R. C. Recreativo de Huelva |  |  |

| Vuelta; 7 de octubre de 1998 | R. C. Recreativo de Huelva | 0-1 (Global 1-3) | Jerez C. F. |  |  |

| Ida; 23 de septiembre de 1998 | A. D. Ceuta | 0-1 | C. D. Badajoz |  |  |

| Vuelta; 7 de octubre de 1998 | C. D. Badajoz | 2-1 (Global 3-1) | A. D. Ceuta |  |  |

| Ida; 24 de septiembre de 1998 | C. P. Cacereño | 0-4 | Sevilla F. C. |  |  |

| Vuelta; 6 de octubre de 1998 | Sevilla F. C. | 2-2 (Global 6-2) | C. P. Cacereño |  |  |

## Tercera ronda

### Cuadro
| Equipo 1                         | Agr.       | Equipo 2                     | Ida | Vuelta |
| -------------------------------- | ---------- | ---------------------------- | --- | ------ |
| Levante U. D.                    | (pen.) 0-0 | C. F. Extremadura            | 0-0 | 0-0    |
| Sevilla F. C.                    | 2-0        | U. D. Salamanca              | 0-0 | 2-0    |
| U. D. San Sebastián de los Reyes | 2-4        | C. D. Tenerife               | 2-0 | 0-4    |
| R. Sporting de Gijón             | 3-3        | Real Zaragoza C. D.          | 1-1 | 2-2    |
| Málaga C. F.                     | 3-5        | Real Valladolid C. F.        | 1-2 | 2-3    |
| U. D. Las Palmas                 | 2-2        | Deportivo Alavés             | 0-0 | 2-2    |
| Talavera C. F.                   | 0-4        | Villarreal C. F.             | 0-1 | 0-3    |
| C. D. Numancia de Soria          | 1-2        | R. Racing C. de Santander    | 0-1 | 1-1    |
| Jerez C. F.                      | 2-6        | R. C. Deportivo de La Coruña | 1-3 | 1-3    |
| C. D. Badajoz                    | 4-1        | Real Oviedo                  | 3-1 | 1-0    |
| U. E. Lleida                     | 1-3        | C. Atlético Osasuna          | 1-1 | 0-2    |
| S. D. Beasáin                    | 0-1        | Benidorm C. D.               | 0-0 | 0-1    |

### Partidos
| Ida; 28 de octubre de 1998 | Levante U. D. | 0-0 | C. F. Extremadura |  |  |

| Vuelta; 11 de noviembre de 1998 | C. F. Extremadura | 0-0 (t. s.)(1:4 p.)(Global 0-0) | Levante U. D. |  |  |

| Ida; 28 de octubre de 1998 | Sevilla F. C. | 0-0 | U. D. Salamanca |  |  |

| Vuelta; 11 de noviembre de 1998 | U. D. Salamanca | 0-2 (Global 0-2) | Sevilla F. C. |  |  |

| Ida; 28 de octubre de 1998 | U. D. San Sebastián de los Reyes | 2-0 | C. D. Tenerife |  |  |

| Vuelta; 11 de noviembre de 1998 | C. D. Tenerife | 4-0 (Global 4-2) | U. D. San Sebastián de los Reyes |  |  |

| Ida; 28 de octubre de 1998 | R. Sporting de Gijón | 1-1 | Real Zaragoza C. D. |  |  |

| Vuelta; 11 de noviembre de 1998 | Real Zaragoza C. D. | 2-2 (Global 3-3) | R. Sporting de Gijón |  |  |

| Ida; 28 de octubre de 1998 | Málaga C. F. | 1-2 | Real Valladolid C. F. |  |  |

| Vuelta; 11 de noviembre de 1998 | Real Valladolid C. F. | 3-2 (Global 5-3) | Málaga C. F. |  |  |

| Ida; 28 de octubre de 1998 | U. D. Las Palmas | 0-0 | Deportivo Alavés |  |  |

| Vuelta; 11 de noviembre de 1998 | Deportivo Alavés | 2-2 (Global 2-2) | U. D. Las Palmas |  |  |

| Ida; 28 de octubre de 1998 | Talavera C. F. | 0-1 | Villarreal C. F. |  |  |

| Vuelta; 11 de noviembre de 1998 | Villarreal C. F. | 3-0 (Global 4-0) | Talavera C. F. |  |  |

| Ida; 28 de octubre de 1998 | C. D. Numancia de Soria | 0-1 | R. Racing C. de Santander |  |  |

| Vuelta; 11 de noviembre de 1998 | R. Racing C. de Santander | 1-1 (Global 2-1) | C. D. Numancia de Soria |  |  |

| Ida; 28 de octubre de 1998 | Jerez C. F. | 1-3 | R. C. Deportivo de La Coruña |  |  |

| Vuelta; 10 de noviembre de 1998 | R. C. Deportivo de La Coruña | 3-1 (Global 6-2) | Jerez C. F. |  |  |

| Ida; 28 de octubre de 1998 | C. D. Badajoz | 3-1 | Real Oviedo |  |  |

| Vuelta; 11 de noviembre de 1998 | Real Oviedo | 0-1 (Global 1-4) | C. D. Badajoz |  |  |

| Ida; 28 de octubre de 1998 | U. E. Lleida | 1-1 | C. Atlético Osasuna |  |  |

| Vuelta; 11 de noviembre de 1998 | C. Atlético Osasuna | 2-0 (Global 3-1) | U. E. Lleida |  |  |

| Ida; 28 de octubre de 1998 | S. D. Beasáin | 0-0 | Benidorm C. D. |  |  |

| Vuelta; 11 de noviembre de 1998 | Benidorm C. D. | 1-0 (Global 1-0) | S. D. Beasáin |  |  |

## Cuarta ronda

### Cuadro
| Equipo 1                     | Agr.       | Equipo 2             | Ida | Vuelta |
| ---------------------------- | ---------- | -------------------- | --- | ------ |
| Villarreal C. F.             | 5-3        | Sevilla F. C.        | 2-2 | 3-1    |
| C. D. Tenerife               | 2-2        | Benidorm C. D.       | 2-2 | 0-0    |
| R. C. Deportivo de La Coruña | 2-1        | R. Sporting de Gijón | 1-1 | 1-0    |
| R. Racing C. de Santander    | 2-1        | C. Atlético Osasuna  | 2-0 | 0-1    |
| Real Valladolid C. F.        | (pen.) 2-2 | C. D. Badajoz        | 1-1 | 1-1    |
| U. D. Las Palmas             | 0-1        | Levante U. D.        | 0-1 | 0-0    |

### Partidos
| Ida; 16 de diciembre de 1998 | Villarreal C. F. | 2-2 | Sevilla F. C. |  |  |

| Vuelta; 13 de enero de 1999 | Sevilla F. C. | 1-3 (Global 3-5) | Villarreal C. F. |  |  |

| Ida; 16 de diciembre de 1998 | C. D. Tenerife | 2-2 | Benidorm C. D. |  |  |

| Vuelta; 13 de enero de 1999 | Benidorm C. D. | 0-0 (Global 2-2) | C. D. Tenerife |  |  |

| Ida; 16 de diciembre de 1998 | R. C. Deportivo de La Coruña | 1-1 | R. Sporting de Gijón |  |  |

| Vuelta; 13 de enero de 1999 | R. Sporting de Gijón | 0-1 (Global 1-2) | R. C. Deportivo de La Coruña |  |  |

| Ida; 16 de diciembre de 1998 | R. Racing C. de Santander | 2-0 | C. Atlético Osasuna |  |  |

| Vuelta; 13 de enero de 1999 | C. Atlético Osasuna | 1-0 (Global 1-2) | R. Racing C. de Santander |  |  |

| Ida; 16 de diciembre de 1998 | Real Valladolid C. F. | 1-1 | C. D. Badajoz |  |  |

| Vuelta; 13 de enero de 1999 | C. D. Badajoz | 1-1 (t. s.)(10:11 p.)(Global 2-2) | Real Valladolid C. F. |  |  |

| Ida; 16 de diciembre de 1998 | U. D. Las Palmas | 0-1 | Levante U. D. |  |  |

| Vuelta; 13 de enero de 1999 | Levante U. D. | 0-0 (Global 1-0) | U. D. Las Palmas |  |  |

## Fase final
|  | Octavos de final                                                  | Octavos de final                                                  | Octavos de final                                                  | Octavos de final                                                  |   |                     | Cuartos de final                                                     | Cuartos de final                                                     | Cuartos de final                                                     | Cuartos de final                                                     |  |                    | Semifinales                                                    | Semifinales                                                    | Semifinales                                                    | Semifinales                                                    |  |          | Final                                              | Final                                              |  |
|  | 20 y 21 de enero de 1999 (ida) 2 al 4 de febrero de 1999 (vuelta) | 20 y 21 de enero de 1999 (ida) 2 al 4 de febrero de 1999 (vuelta) | 20 y 21 de enero de 1999 (ida) 2 al 4 de febrero de 1999 (vuelta) | 20 y 21 de enero de 1999 (ida) 2 al 4 de febrero de 1999 (vuelta) |   |                     | 17 y 18 de febrero de 1999 (ida) 23 y 24 de febrero de 1999 (vuelta) | 17 y 18 de febrero de 1999 (ida) 23 y 24 de febrero de 1999 (vuelta) | 17 y 18 de febrero de 1999 (ida) 23 y 24 de febrero de 1999 (vuelta) | 17 y 18 de febrero de 1999 (ida) 23 y 24 de febrero de 1999 (vuelta) |  |                    | 8 y 9 de junio de 1999 (ida) 15 y 16 de junio de 1999 (vuelta) | 8 y 9 de junio de 1999 (ida) 15 y 16 de junio de 1999 (vuelta) | 8 y 9 de junio de 1999 (ida) 15 y 16 de junio de 1999 (vuelta) | 8 y 9 de junio de 1999 (ida) 15 y 16 de junio de 1999 (vuelta) |  |          | 26 de junio de 1999 Estadio de La Cartuja, Sevilla | 26 de junio de 1999 Estadio de La Cartuja, Sevilla |  |
|  |                                                                   |                                                                   |                                                                   |                                                                   |   |                     |                                                                      |                                                                      |                                                                      |                                                                      |  |                    |                                                                |                                                                |                                                                |                                                                |  |          |                                                    |                                                    |  |
|  |                                                                   |                                                                   |                                                                   |                                                                   |   |                     |                                                                      |                                                                      |                                                                      |                                                                      |  |                    |                                                                |                                                                |                                                                |                                                                |  |          |                                                    |                                                    |  |
|  | Benidorm                                                          | 0                                                                 | 0                                                                 | 0                                                                 |   |                     |                                                                      |                                                                      |                                                                      |                                                                      |  |                    |                                                                |                                                                |                                                                |                                                                |  |          |                                                    |                                                    |  |
|  | Benidorm                                                          | 0                                                                 | 0                                                                 | 0                                                                 |   |                     |                                                                      |                                                                      |                                                                      |                                                                      |  |                    |                                                                |                                                                |                                                                |                                                                |  |          |                                                    |                                                    |  |
|  | Barcelona                                                         | 1                                                                 | 3                                                                 | 4                                                                 |   |                     |                                                                      |                                                                      |                                                                      |                                                                      |  |                    |                                                                |                                                                |                                                                |                                                                |  |          |                                                    |                                                    |  |
|  | Barcelona                                                         | 1                                                                 | 3                                                                 | 4                                                                 |   | Barcelona           | 2                                                                    | 3                                                                    | 5                                                                    |                                                                      |  |                    |                                                                |                                                                |                                                                |                                                                |  |          |                                                    |                                                    |  |
|  |                                                                   |                                                                   |                                                                   |                                                                   |   | Barcelona           | 2                                                                    | 3                                                                    | 5                                                                    |                                                                      |  |                    |                                                                |                                                                |                                                                |                                                                |  |          |                                                    |                                                    |  |
|  |                                                                   |                                                                   | Valencia                                                          | 3                                                                 | 4 | 7                   |                                                                      |                                                                      |                                                                      |                                                                      |  |                    |                                                                |                                                                |                                                                |                                                                |  |          |                                                    |                                                    |  |
|  | Levante                                                           | 0                                                                 | Valencia                                                          | 3                                                                 | 4 | 7                   | 0                                                                    | 0                                                                    |                                                                      |                                                                      |  |                    |                                                                |                                                                |                                                                |                                                                |  |          |                                                    |                                                    |  |
|  | Levante                                                           | 0                                                                 |                                                                   |                                                                   |   |                     |                                                                      |                                                                      |                                                                      |                                                                      |  |                    |                                                                |                                                                |                                                                |                                                                |  |          |                                                    |                                                    |  |
|  | Valencia                                                          | 3                                                                 | 1                                                                 | 4                                                                 |   |                     |                                                                      |                                                                      |                                                                      |                                                                      |  |                    |                                                                |                                                                |                                                                |                                                                |  |          |                                                    |                                                    |  |
|  | Valencia                                                          | 3                                                                 | 1                                                                 | 4                                                                 |   |                     |                                                                      |                                                                      |                                                                      |                                                                      |  | Valencia           | 6                                                              | 1                                                              | 7                                                              |                                                                |  |          |                                                    |                                                    |  |
|  |                                                                   |                                                                   |                                                                   |                                                                   |   |                     |                                                                      |                                                                      |                                                                      |                                                                      |  | Valencia           | 6                                                              | 1                                                              | 7                                                              |                                                                |  |          |                                                    |                                                    |  |
|  |                                                                   |                                                                   | Real Madrid                                                       | 0                                                                 | 2 | 2                   |                                                                      |                                                                      |                                                                      |                                                                      |  |                    |                                                                |                                                                |                                                                |                                                                |  |          |                                                    |                                                    |  |
|  | Athletic Club                                                     | 2                                                                 | Real Madrid                                                       | 0                                                                 | 2 | 2                   | 0                                                                    | 2                                                                    |                                                                      |                                                                      |  |                    |                                                                |                                                                |                                                                |                                                                |  |          |                                                    |                                                    |  |
|  | Athletic Club                                                     | 2                                                                 |                                                                   |                                                                   |   |                     |                                                                      |                                                                      |                                                                      |                                                                      |  |                    |                                                                |                                                                |                                                                |                                                                |  |          |                                                    |                                                    |  |
|  | Racing de Santander                                               | 2                                                                 | 1                                                                 | 3                                                                 |   |                     |                                                                      |                                                                      |                                                                      |                                                                      |  |                    |                                                                |                                                                |                                                                |                                                                |  |          |                                                    |                                                    |  |
|  | Racing de Santander                                               | 2                                                                 | 1                                                                 | 3                                                                 |   | Racing de Santander | 2                                                                    | 0                                                                    | 2                                                                    |                                                                      |  |                    |                                                                |                                                                |                                                                |                                                                |  |          |                                                    |                                                    |  |
|  |                                                                   |                                                                   |                                                                   |                                                                   |   | Racing de Santander | 2                                                                    | 0                                                                    | 2                                                                    |                                                                      |  |                    |                                                                |                                                                |                                                                |                                                                |  |          |                                                    |                                                    |  |
|  |                                                                   |                                                                   | Real Madrid                                                       | 6                                                                 | 1 | 7                   |                                                                      |                                                                      |                                                                      |                                                                      |  |                    |                                                                |                                                                |                                                                |                                                                |  |          |                                                    |                                                    |  |
|  | Real Madrid                                                       | 2                                                                 | Real Madrid                                                       | 6                                                                 | 1 | 7                   | 2                                                                    | 4                                                                    |                                                                      |                                                                      |  |                    |                                                                |                                                                |                                                                |                                                                |  |          |                                                    |                                                    |  |
|  | Real Madrid                                                       | 2                                                                 |                                                                   |                                                                   |   |                     |                                                                      |                                                                      |                                                                      |                                                                      |  |                    |                                                                |                                                                |                                                                |                                                                |  |          |                                                    |                                                    |  |
|  | Villarreal                                                        | 0                                                                 | 0                                                                 | 0                                                                 |   |                     |                                                                      |                                                                      |                                                                      |                                                                      |  |                    |                                                                |                                                                |                                                                |                                                                |  |          |                                                    |                                                    |  |
|  | Villarreal                                                        | 0                                                                 | 0                                                                 | 0                                                                 |   |                     |                                                                      |                                                                      |                                                                      |                                                                      |  |                    |                                                                |                                                                |                                                                |                                                                |  | Valencia | 3                                                  |                                                    |  |
|  |                                                                   |                                                                   |                                                                   |                                                                   |   |                     |                                                                      |                                                                      |                                                                      |                                                                      |  |                    |                                                                |                                                                |                                                                |                                                                |  | Valencia | 3                                                  |                                                    |  |
|  |                                                                   |                                                                   | Atlético de Madrid                                                | 0                                                                 |   |                     |                                                                      |                                                                      |                                                                      |                                                                      |  |                    |                                                                |                                                                |                                                                |                                                                |  |          |                                                    |                                                    |  |
|  | Real Sociedad                                                     | 1                                                                 | Atlético de Madrid                                                | 0                                                                 | 1 | 2                   |                                                                      |                                                                      |                                                                      |                                                                      |  |                    |                                                                |                                                                |                                                                |                                                                |  |          |                                                    |                                                    |  |
|  | Real Sociedad                                                     | 1                                                                 |                                                                   |                                                                   |   |                     |                                                                      |                                                                      |                                                                      |                                                                      |  |                    |                                                                |                                                                |                                                                |                                                                |  |          |                                                    |                                                    |  |
|  | Atlético de Madrid (v.)                                           | 2                                                                 | 0                                                                 | 2                                                                 |   |                     |                                                                      |                                                                      |                                                                      |                                                                      |  |                    |                                                                |                                                                |                                                                |                                                                |  |          |                                                    |                                                    |  |
|  | Atlético de Madrid (v.)                                           | 2                                                                 | 0                                                                 | 2                                                                 |   | Atlético de Madrid  | 2                                                                    | 4                                                                    | 6                                                                    |                                                                      |  |                    |                                                                |                                                                |                                                                |                                                                |  |          |                                                    |                                                    |  |
|  |                                                                   |                                                                   |                                                                   |                                                                   |   | Atlético de Madrid  | 2                                                                    | 4                                                                    | 6                                                                    |                                                                      |  |                    |                                                                |                                                                |                                                                |                                                                |  |          |                                                    |                                                    |  |
|  |                                                                   |                                                                   | Espanyol                                                          | 1                                                                 | 1 | 2                   |                                                                      |                                                                      |                                                                      |                                                                      |  |                    |                                                                |                                                                |                                                                |                                                                |  |          |                                                    |                                                    |  |
|  | Espanyol                                                          | 4                                                                 | Espanyol                                                          | 1                                                                 | 1 | 2                   | 2                                                                    | 6                                                                    |                                                                      |                                                                      |  |                    |                                                                |                                                                |                                                                |                                                                |  |          |                                                    |                                                    |  |
|  | Espanyol                                                          | 4                                                                 |                                                                   |                                                                   |   |                     |                                                                      |                                                                      |                                                                      |                                                                      |  |                    |                                                                |                                                                |                                                                |                                                                |  |          |                                                    |                                                    |  |
|  | Real Valladolid                                                   | 2                                                                 | 2                                                                 | 4                                                                 |   |                     |                                                                      |                                                                      |                                                                      |                                                                      |  |                    |                                                                |                                                                |                                                                |                                                                |  |          |                                                    |                                                    |  |
|  | Real Valladolid                                                   | 2                                                                 | 2                                                                 | 4                                                                 |   |                     |                                                                      |                                                                      |                                                                      |                                                                      |  | Atlético de Madrid | 0                                                              | 1                                                              | 1                                                              |                                                                |  |          |                                                    |                                                    |  |
|  |                                                                   |                                                                   |                                                                   |                                                                   |   |                     |                                                                      |                                                                      |                                                                      |                                                                      |  | Atlético de Madrid | 0                                                              | 1                                                              | 1                                                              |                                                                |  |          |                                                    |                                                    |  |
|  |                                                                   |                                                                   | Deportivo La Coruña                                               | 0                                                                 | 0 | 0                   |                                                                      |                                                                      |                                                                      |                                                                      |  |                    |                                                                |                                                                |                                                                |                                                                |  |          |                                                    |                                                    |  |
|  | Real Betis                                                        | 0                                                                 | Deportivo La Coruña                                               | 0                                                                 | 0 | 0                   | 0                                                                    | 0                                                                    |                                                                      |                                                                      |  |                    |                                                                |                                                                |                                                                |                                                                |  |          |                                                    |                                                    |  |
|  | Real Betis                                                        | 0                                                                 |                                                                   |                                                                   |   |                     |                                                                      |                                                                      |                                                                      |                                                                      |  |                    |                                                                |                                                                |                                                                |                                                                |  |          |                                                    |                                                    |  |
|  | Mallorca                                                          | 1                                                                 | 1                                                                 | 2                                                                 |   |                     |                                                                      |                                                                      |                                                                      |                                                                      |  |                    |                                                                |                                                                |                                                                |                                                                |  |          |                                                    |                                                    |  |
|  | Mallorca                                                          | 1                                                                 | 1                                                                 | 2                                                                 |   | Mallorca            | 1                                                                    | 0                                                                    | 1                                                                    |                                                                      |  |                    |                                                                |                                                                |                                                                |                                                                |  |          |                                                    |                                                    |  |
|  |                                                                   |                                                                   |                                                                   |                                                                   |   | Mallorca            | 1                                                                    | 0                                                                    | 1                                                                    |                                                                      |  |                    |                                                                |                                                                |                                                                |                                                                |  |          |                                                    |                                                    |  |
|  |                                                                   |                                                                   | Deportivo La Coruña                                               | 1                                                                 | 1 | 2                   |                                                                      |                                                                      |                                                                      |                                                                      |  |                    |                                                                |                                                                |                                                                |                                                                |  |          |                                                    |                                                    |  |
|  | Celta de Vigo                                                     | 0                                                                 | Deportivo La Coruña                                               | 1                                                                 | 1 | 2                   | 1                                                                    | 1                                                                    |                                                                      |                                                                      |  |                    |                                                                |                                                                |                                                                |                                                                |  |          |                                                    |                                                    |  |
|  | Celta de Vigo                                                     | 0                                                                 |                                                                   |                                                                   |   |                     |                                                                      |                                                                      |                                                                      |                                                                      |  |                    |                                                                |                                                                |                                                                |                                                                |  |          |                                                    |                                                    |  |
|  | Deportivo La Coruña                                               | 1                                                                 | 1                                                                 | 2                                                                 |   |                     |                                                                      |                                                                      |                                                                      |                                                                      |  |                    |                                                                |                                                                |                                                                |                                                                |  |          |                                                    |                                                    |  |
|  | Deportivo La Coruña                                               | 1                                                                 | 1                                                                 | 2                                                                 |   |                     |                                                                      |                                                                      |                                                                      |                                                                      |  |                    |                                                                |                                                                |                                                                |                                                                |  |          |                                                    |                                                    |  |
|  |                                                                   |                                                                   |                                                                   |                                                                   |   |                     |                                                                      |                                                                      |                                                                      |                                                                      |  |                    |                                                                |                                                                |                                                                |                                                                |  |          |                                                    |                                                    |  |

## Octavos de final

### Cuadro
| Equipo 1                       | Agr. | Equipo 2                     | Ida | Vuelta |
| ------------------------------ | ---- | ---------------------------- | --- | ------ |
| Real Madrid C. F.              | 4-0  | Villarreal C. F.             | 2-0 | 2-0    |
| R. C. D. Espanyol de Barcelona | 6-4  | Real Valladolid C. F.        | 4-2 | 2-2    |
| R. C. Celta de Vigo            | 1-2  | R. C. Deportivo de La Coruña | 0-1 | 1-1    |
| Athletic Club                  | 2-3  | R. Racing C. de Santander    | 2-2 | 0-1    |
| Levante U. D.                  | 0-4  | Valencia C. F.               | 0-3 | 0-1    |
| Benidorm C. D.                 | 0-4  | F. C. Barcelona              | 0-1 | 0-3    |
| Real Sociedad de F.            | 2-2  | C. Atlético de Madrid        | 1-2 | 1-0    |
| Real Betis Balompié            | 0-2  | R. C. D. Mallorca            | 0-1 | 0-1    |

### Partidos
| Ida; 21 de enero de 1999 | Real Madrid C. F. | 2-0 | Villarreal C. F. |  |  |

| Vuelta; 3 de febrero de 1999 | Villarreal C. F. | 0-2 (Global 0-4) | Real Madrid C. F. |  |  |

| Ida; 20 de enero de 1999 | R. C. D. Espanyol de Barcelona | 4-2 | Real Valladolid C. F. |  |  |

| Vuelta; 3 de febrero de 1999 | Real Valladolid C. F. | 2-2 (Global 4-6) | R. C. D. Espanyol de Barcelona |  |  |

| Ida; 20 de enero de 1999 | R. C. Celta de Vigo | 0-1 | R. C. Deportivo de La Coruña |  |  |

| Vuelta; 3 de febrero de 1999 | R. C. Deportivo de La Coruña | 1-1 (Global 2-1) | R. C. Celta de Vigo |  |  |

| Ida; 20 de enero de 1999 | Athletic Club | 2-2 | R. Racing C. de Santander |  |  |

| Vuelta; 3 de febrero de 1999 | R. Racing C. de Santander | 1-0 (Global 3-2) | Athletic Club |  |  |

| Ida; 20 de enero de 1999 | Levante U. D. | 0-3 | Valencia C. F. |  |  |

| Vuelta; 3 de febrero de 1999 | Valencia C. F. | 1-0 (Global 4-0) | Levante U. D. |  |  |

| Ida; 20 de enero de 1999 | Benidorm C. D. | 0-1 | F. C. Barcelona |  |  |

| Vuelta; 4 de febrero de 1999 | F. C. Barcelona | 3-0 (Global 4-0) | Benidorm C. D. |  |  |

| Ida; 20 de enero de 1999 | Real Sociedad de F. | 1-2 | C. Atlético de Madrid |  |  |

| Vuelta; 2 de febrero de 1999 | C. Atlético de Madrid | 0-1 (Global 2-2) | Real Sociedad de F. |  |  |

| Ida; 20 de enero de 1999 | Real Betis Balompié | 0-1 | R. C. D. Mallorca |  |  |

| Vuelta; 3 de febrero de 1999 | R. C. D. Mallorca | 1-0 (Global 2-0) | Real Betis Balompié |  |  |

## Cuartos de final

### Cuadro
| Equipo 1                  | Agr. | Equipo 2                       | Ida | Vuelta |
| ------------------------- | ---- | ------------------------------ | --- | ------ |
| R. Racing C. de Santander | 2-7  | Real Madrid C. F.              | 2-6 | 0-1    |
| C. Atlético de Madrid     | 6-2  | R. C. D. Espanyol de Barcelona | 2-1 | 4-1    |
| R. C. D. Mallorca         | 1-2  | R. C. Deportivo de La Coruña   | 1-1 | 0-1    |
| F. C. Barcelona           | 5-7  | Valencia C. F.                 | 2-3 | 3-4    |

### Partidos
| Ida; 17 de febrero de 1999 | R. Racing C. de Santander | 2-6 | Real Madrid C. F. |  |  |

| Vuelta; 23 de febrero de 1999 | Real Madrid C. F. | 1-0 (Global 7-2) | R. Racing C. de Santander |  |  |

| Ida; 17 de febrero de 1999 | C. Atlético de Madrid | 2-1 | R. C. D. Espanyol de Barcelona |  |  |

| Vuelta; 24 de febrero de 1999 | R. C. D. Espanyol de Barcelona | 1-4 (Global 2-6) | C. Atlético de Madrid |  |  |

| Ida; 17 de febrero de 1999 | R. C. D. Mallorca | 1-1 | R. C. Deportivo de La Coruña |  |  |

| Vuelta; 24 de febrero de 1999 | R. C. Deportivo de La Coruña | 1-0 (Global 2-1) | R. C. D. Mallorca |  |  |

| Ida; 18 de febrero de 1999 | F. C. Barcelona | 2-3 | Valencia C. F. |  |  |

| Vuelta; 24 de febrero de 1999 | Valencia C. F. | 4-3 (Global 7-5) | F. C. Barcelona |  |  |

## Semifinales

### Cuadro
| Equipo 1              | Agr. | Equipo 2                     | Ida | Vuelta |
| --------------------- | ---- | ---------------------------- | --- | ------ |
| Valencia C. F.        | 7-2  | Real Madrid C. F.            | 6-0 | 1-2    |
| C. Atlético de Madrid | 1-0  | R. C. Deportivo de La Coruña | 0-0 | 1-0    |

### Partidos
| Ida; 9 de junio de 1999 | Valencia C. F. | 6-0 | Real Madrid C. F. |  |  |

| Vuelta; 16 de junio de 1999 | Real Madrid C. F. | 2-1 (Global 2-7) | Valencia C. F. |  |  |

| Ida; 8 de junio de 1999 | C. Atlético de Madrid | 0-0 | R. C. Deportivo de La Coruña |  |  |

| Vuelta; 15 de junio de 1999 | R. C. Deportivo de La Coruña | 0-1 (Global 0-1) | C. Atlético de Madrid |  |  |

## Final
| 26 de junio de 1999 | Atlético de Madrid | 0 - 3 | Valencia C. F.                       | La Cartuja, Sevilla,                                  |                                                       |
|                     |                    |       | Claudio López 22' 81' · Mendieta 33' | Asistencia: 45,000 espectadores Árbitro(s): Díaz Vega | Asistencia: 45,000 espectadores Árbitro(s): Díaz Vega |

| 1          | POR        | José Francisco Molina |     |
| 20         | DEF        | Delfi Geli            | 65' |
| 6          | DEF        | Santi Denia           |     |
| 2          | DEF        | José Chamot           |     |
| 23         | DEF        | Michele Serena        |     |
| 15         | MED        | Carlos Aguilera       |     |
| 24         | MED        | Radek Bejbl           | 82' |
| 16         | MED        | Juan Carlos Valerón   |     |
| 11         | MED        | Jordi Lardín          | 46' |
| 10         | DEL        | Juninho Paulista      |     |
| 14         | DEL        | José Mari             |     |
| Entrenador | Entrenador | Radomir Antić         |     |

| 1          | POR        | Santiago Cañizares       |     |
| 20         | DEF        | Jocelyn Angloma          |     |
| 16         | DEF        | Alain Roche              |     |
| 5          | DEF        | Miroslav Đukić           |     |
| 15         | DEF        | Amedeo Carboni           | 89' |
| 6          | MED        | Gaizka Mendieta          |     |
| 21         | MED        | Luis Milla               |     |
| 8          | MED        | Francisco Javier Farinós |     |
| 7          | DEL        | Claudio López            | 87' |
| 19         | DEL        | Goran Vlaović            | 62' |
| 11         | DEL        | Adrian Ilie              |     |
| Entrenador | Entrenador | Claudio Ranieri          |     |

| 9  | MED | Santiago Solari    | 46' |
| 18 | MED | Roberto Fresnedoso | 65' |
| 22 | DEL | Oscar Mena         | 82' |

| 23 | MED | Miguel Ángel Angulo | 62' |
| 14 | DEF | Joachim Björklund   | 87' |
| 3  | DEF | Juanfran García     | 89' |

|  | 22' | Claudio López   | 0-1 |
|  | 33' | Gaizka Mendieta | 0-2 |
|  | 81' | Claudio López   | 0-3 |

|  | 12' | Santi          |
|  | 34' | Michele Serena |
|  | 50' | José Mari      |
|  | 65' | Juninho        |
|  | 75' | José Chamot    |
|  | 88' | Oscar Mena     |

|  | 29' | Jocelyn Angloma |
|  | 39' | Amedeo Carboni  |

| Árbitro | Manuel Díaz Vega |

| 1          | POR        | José Francisco Molina |     |
| 20         | DEF        | Delfi Geli            | 65' |
| 6          | DEF        | Santi Denia           |     |
| 2          | DEF        | José Chamot           |     |
| 23         | DEF        | Michele Serena        |     |
| 15         | MED        | Carlos Aguilera       |     |
| 24         | MED        | Radek Bejbl           | 82' |
| 16         | MED        | Juan Carlos Valerón   |     |
| 11         | MED        | Jordi Lardín          | 46' |
| 10         | DEL        | Juninho Paulista      |     |
| 14         | DEL        | José Mari             |     |
| Entrenador | Entrenador | Radomir Antić         |     |

| 1          | POR        | Santiago Cañizares       |     |
| 20         | DEF        | Jocelyn Angloma          |     |
| 16         | DEF        | Alain Roche              |     |
| 5          | DEF        | Miroslav Đukić           |     |
| 15         | DEF        | Amedeo Carboni           | 89' |
| 6          | MED        | Gaizka Mendieta          |     |
| 21         | MED        | Luis Milla               |     |
| 8          | MED        | Francisco Javier Farinós |     |
| 7          | DEL        | Claudio López            | 87' |
| 19         | DEL        | Goran Vlaović            | 62' |
| 11         | DEL        | Adrian Ilie              |     |
| Entrenador | Entrenador | Claudio Ranieri          |     |

| 9  | MED | Santiago Solari    | 46' |
| 18 | MED | Roberto Fresnedoso | 65' |
| 22 | DEL | Oscar Mena         | 82' |

| 23 | MED | Miguel Ángel Angulo | 62' |
| 14 | DEF | Joachim Björklund   | 87' |
| 3  | DEF | Juanfran García     | 89' |

|  | 22' | Claudio López   | 0-1 |
|  | 33' | Gaizka Mendieta | 0-2 |
|  | 81' | Claudio López   | 0-3 |

|  | 12' | Santi          |
|  | 34' | Michele Serena |
|  | 50' | José Mari      |
|  | 65' | Juninho        |
|  | 75' | José Chamot    |
|  | 88' | Oscar Mena     |

|  | 29' | Jocelyn Angloma |
|  | 39' | Amedeo Carboni  |

| Árbitro | Manuel Díaz Vega |

|                |
|                |
| Campeón        |
| Valencia C. F. |
| 6.º título     |